# 吉林市北山风景区

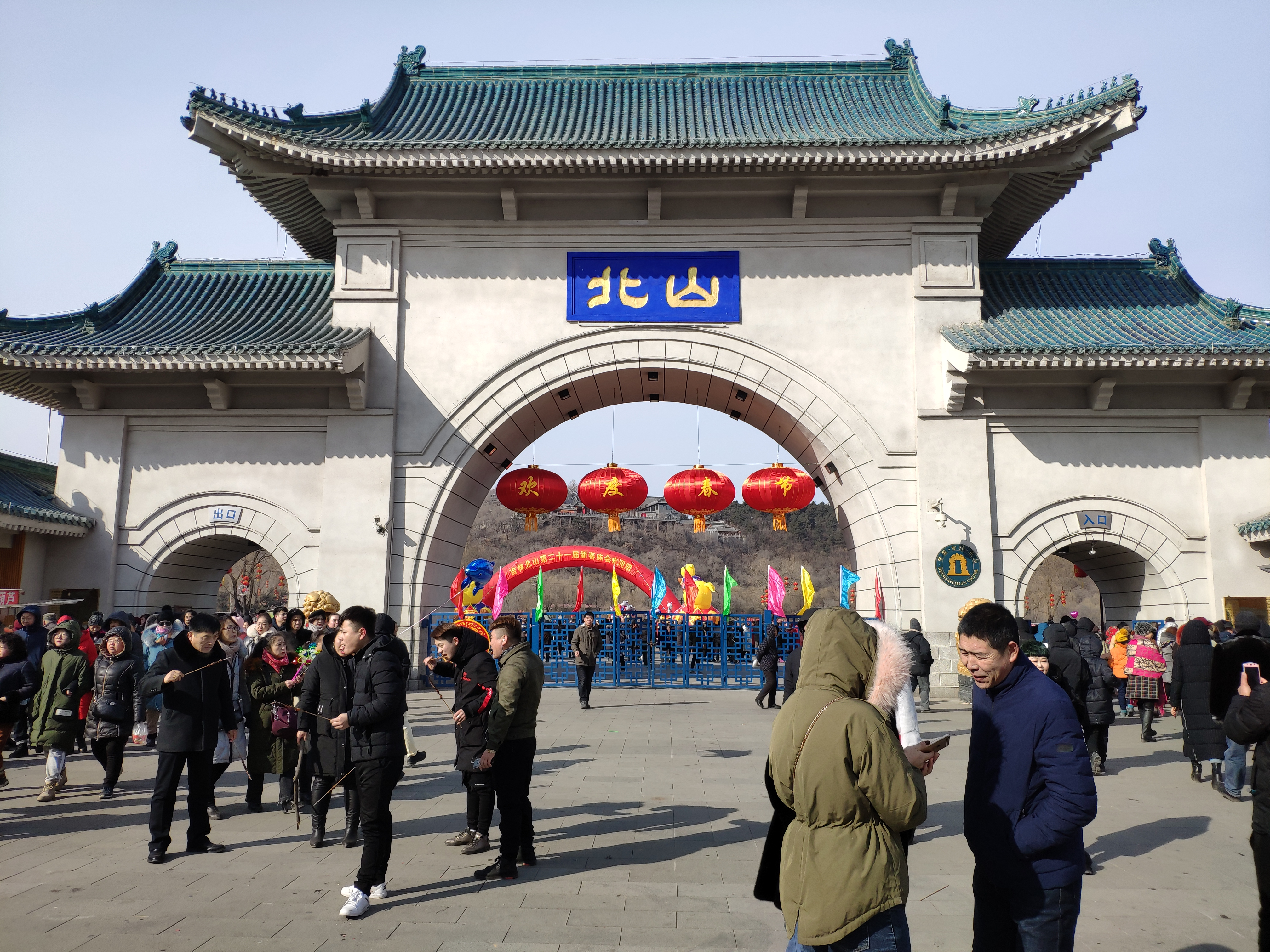
北山山门

吉林市北山风景区，或称吉林市北山公园，是位于中国吉林省吉林市船营区的一处城市公园和风景区，始建于1924年，是国家4A级旅游景区。

## 历史
北山风景区因北山而名。吉林市北山属于玄天岭山脉，主峰北山西峰海拔269.8米，相对高度60米，因在吉林古城以北，得名北山。16世纪以来，北山上逐渐修筑庙宇，形成具有相当规模的寺庙群。民国十三年（1924年）利用寺庙等古建筑和自然景观，辟为公园。
1948年吉林市解放时，北山公园占地面积86公顷。市建设局派人对其进行管理和修复，并于1949年重新对外开放。此后经过了多次整修和扩建。1985年时，占地面积138公顷，每年旅客量250万人次。
1998年初，吉林市政府批准将北山地区518公顷辟为“北山旅游经济开发区”。2003年，市政府在北山旅游经济开发区的基础上，又成立吉林市北山风景区。2010年，北山东侧整建为人民广场，北山风景区亦宣布于2011年1月1日起，取消门票，对广大市民免费开放。并打开了与人民广场之间的栅栏，让公园广场融为了一体。2019年，北山四季越野滑雪场建成并开始运行。

## 景观

### 寺庙群与庙会

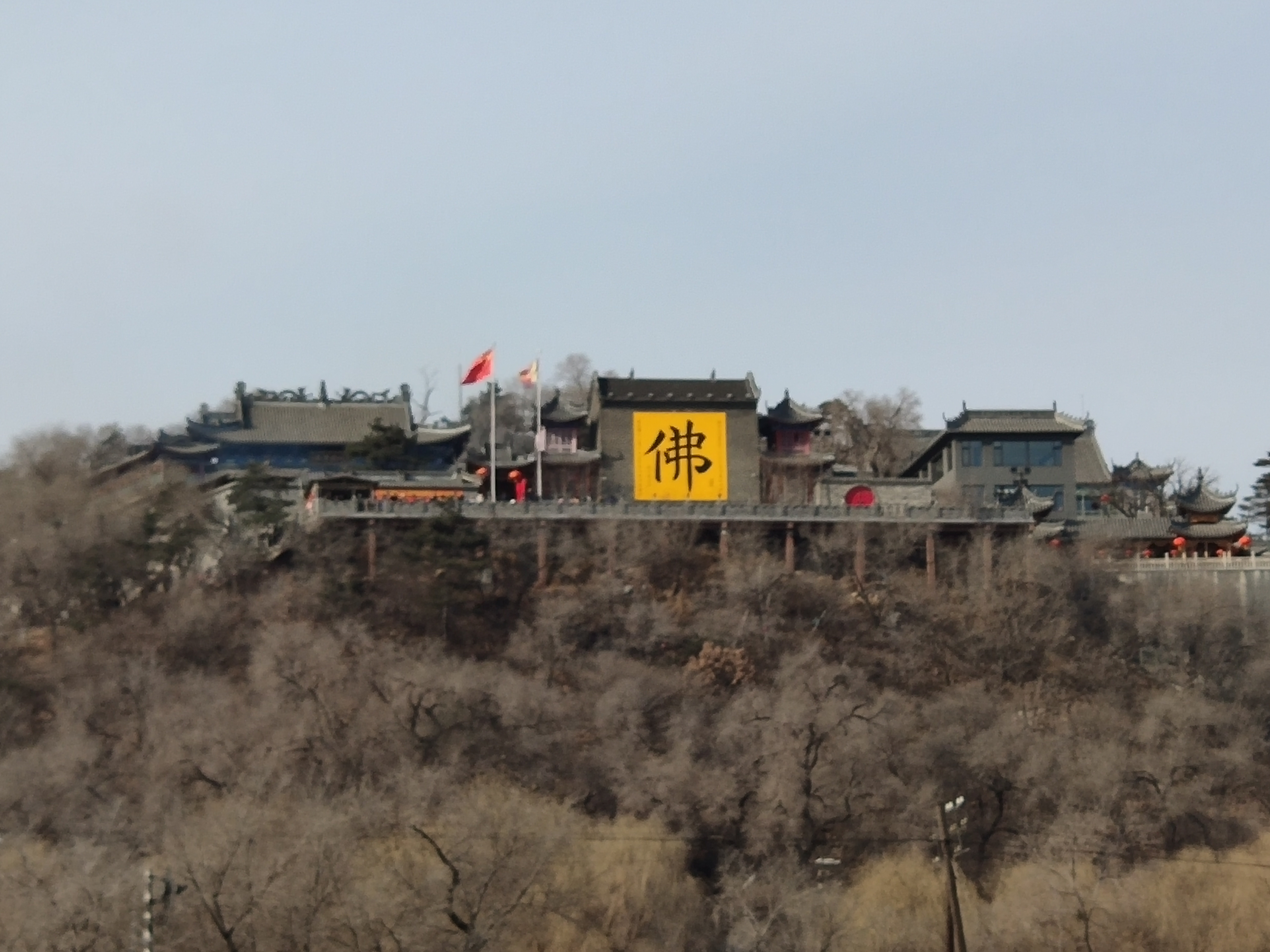
北山新春庙会期间，在北山山顶巨大的“佛”字壁旁，国旗和佛教旗飘扬。

北山建造有大量的寺庙，在累年展修中逐渐形成了寺庙群，即北山寺庙群。北山寺庙群于1961年9月7日被公布为吉林市第一批文物保护单位，于1987年10月20日被公布为吉林省第四批文物保护单位。
北山寺庙中，最早建成的为关帝庙，建于清康熙四十年（1701年）。雍正九年（1731年）、同治八年（1869年）、民国十三年（1924年）、1983年多次重建、修缮、扩建。正殿悬有乾隆十九年（1754年）乾隆帝东巡时御书“灵著幽岐”匾额:140-141。祀关羽、关平、周仓及观音、韦陀等。
药王庙建于乾隆三年（1738年），乾隆五十二年（1787年）、光绪十三年（1887年）、1983年多次重建、修缮。祀三皇、孙思邈及历代名医:145-146。药王庙有一处地下室，金日成在吉林活动期间曾多次在此召开秘密会议，从事革命活动。中朝两国共产主义党派执政后，此地下室亦成为中朝友谊教育的场所。
玉皇阁建于乾隆四十一年（1776年），是北山寺庙群中占地面积最大的庙宇。民国十五年（1926年）做了一次较大规模的重建；1980年代又作修缮。祀玉皇大帝、唐明皇等:159-161。玉皇阁后原有双塔，但在文化大革命期间被毁。
坎离宫位于玉皇阁前，建于光绪三十四年（1908年）。祀太阳神、胡仙等:169。
智光寺原位于玉皇阁东侧山坡，建于民国八年（1919年），为比丘尼寺。文革期间被毁:170，1995年于北山后山路侧重建。
广济寺原位于牛马行红旗剧场对面，建于民国十一年（1922年）。为比丘尼寺，原在正殿祀济公，故又被称为济公庙。文革时被市服装厂占用:170-171，文革后恢复，1994年因解放大路扩建迁至北山地区。
有寺庙即有庙会。北山庙会，以四月初八佛诞庙会、四月十八娘娘庙会、四月二十八药王庙会兼关帝庙会为最盛。1999年之后，北山公园又每年举办新春庙会，至2019年为第二十一届。北山庙会于2011年随第三批国家级非物质文化遗产公布，并被增补入已经被列为非物质文化遗产的“庙会”中，从而成为国家级非物质文化遗产的代表性项目。

### 亭

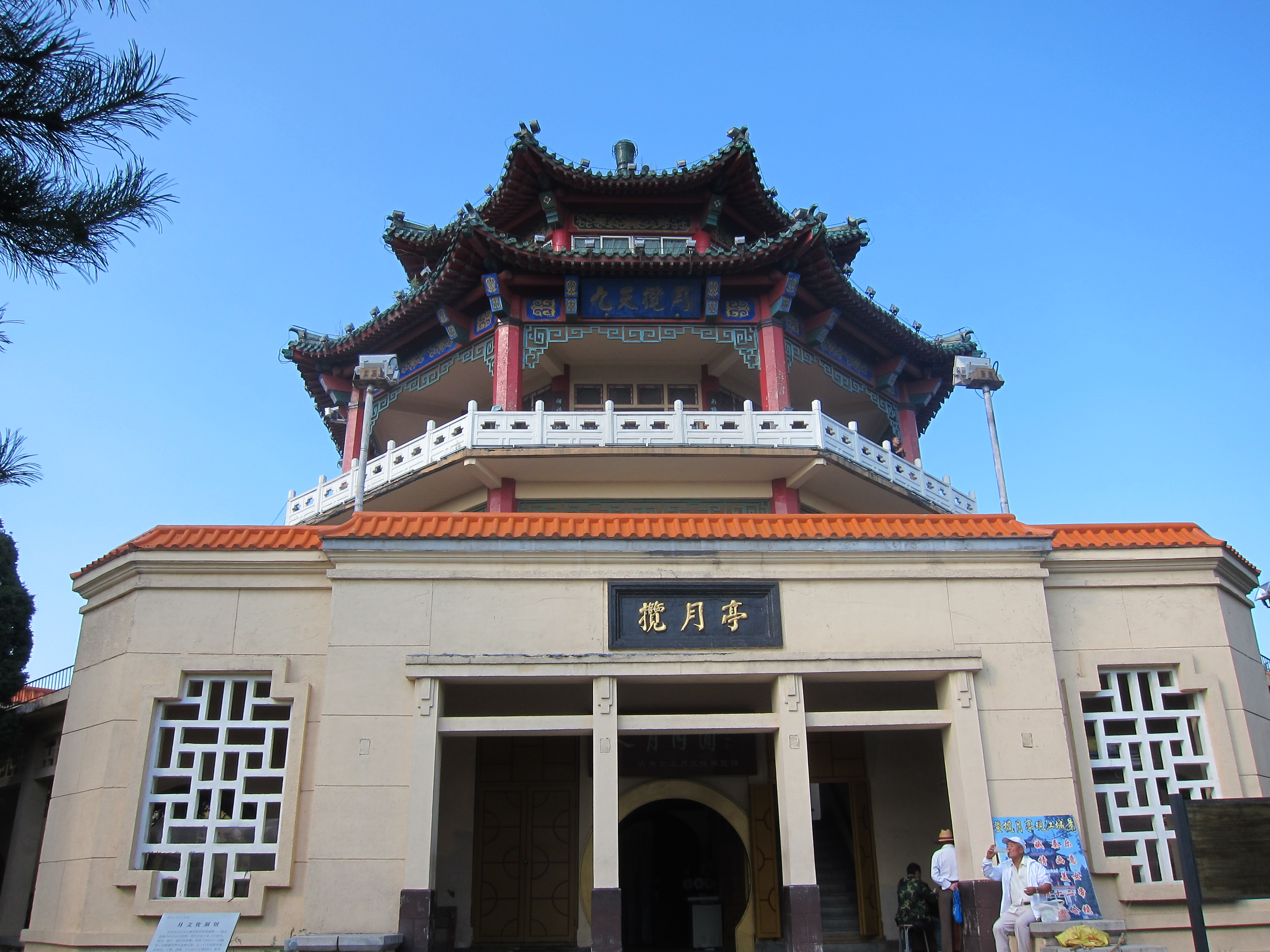
北山揽月亭

北山西峰峰顶有旷观亭，又称平安钟楼，原建于1913年，为一层木质结构；1964年改建为二层六角柱形亭。东峰峰顶有揽月亭，建于1976年。北山尚建有跃进亭、桃园亭、江山亭等。

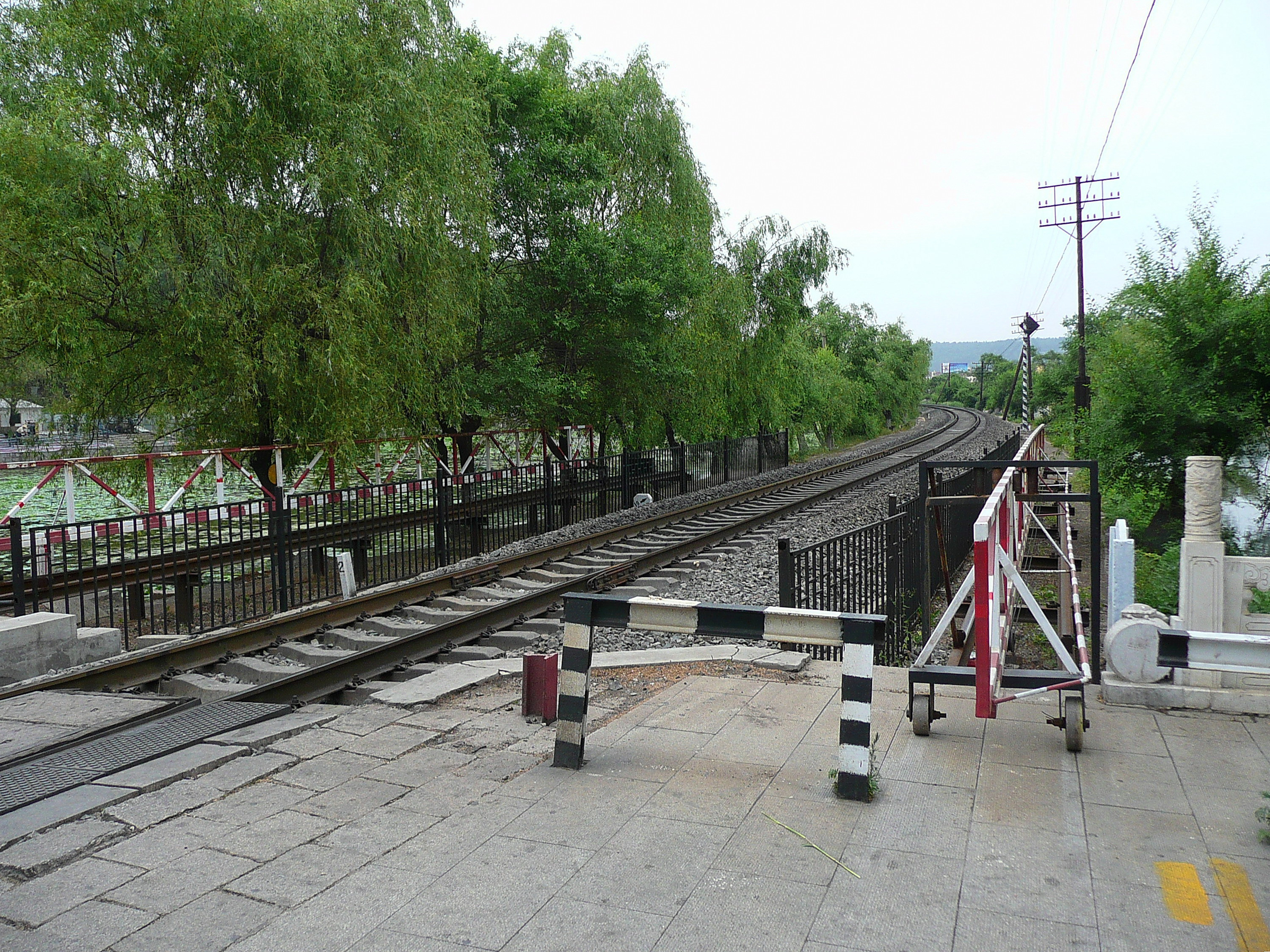
沈吉铁路在北山公园内有一处平交道口

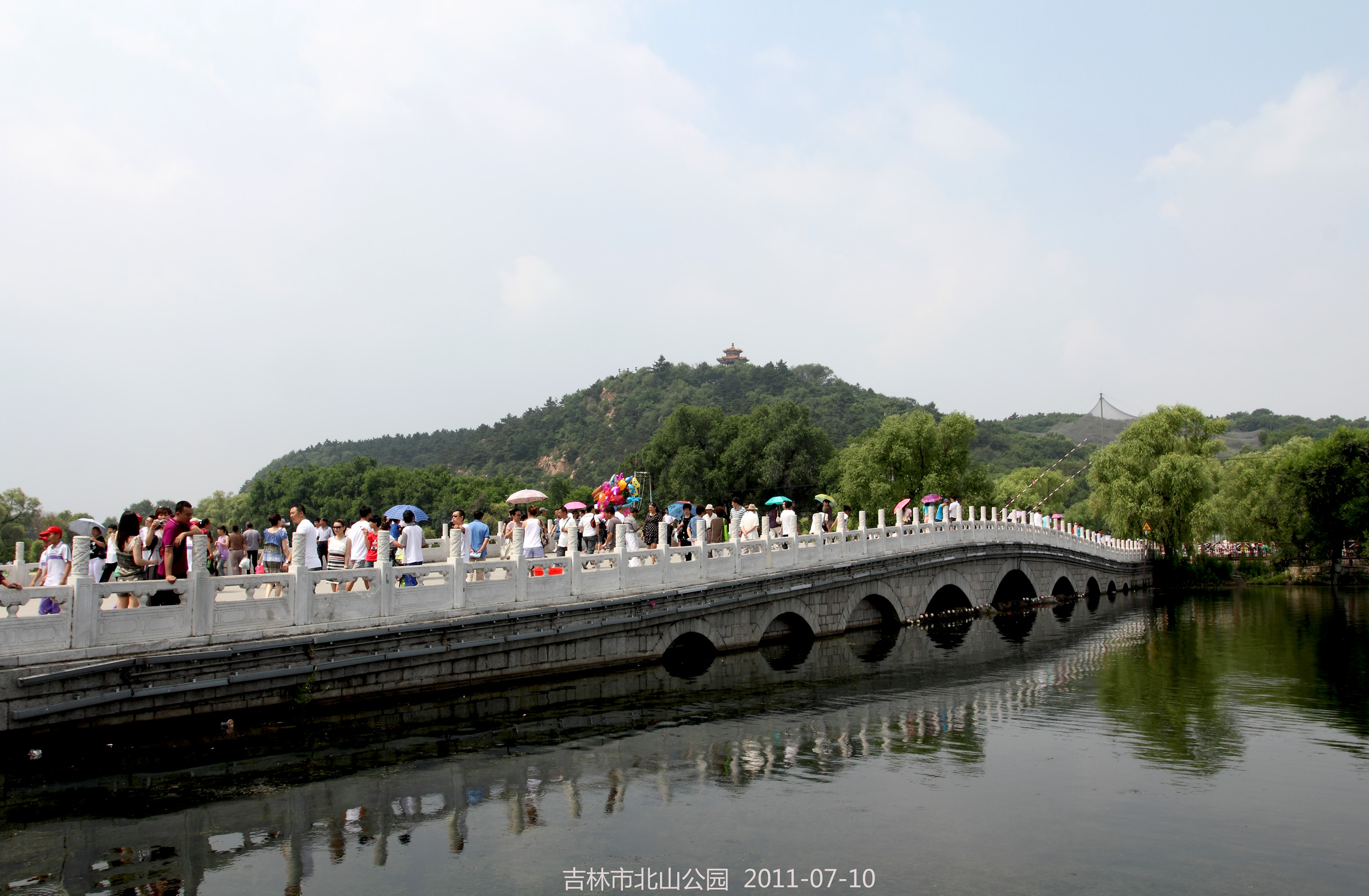
卧波桥

### 揽辔桥
现在的揽辔桥改建于1935年，为一石拱桥，全由花岗岩相嵌砌筑而成，以海拔265米高度，横跨于北山东西两峰之间的山谷之上。传说揽辔桥系满洲国皇帝溥仪赐名。

### 烈士纪念设施
北山后山山岗上建设有烈士纪念塔，1956年建成，高29.6米，全部为花岗岩质，塔顶装有五星灯。东侧建有革命烈士陵园，占地面积10500平方米:86。2000年9月，魏拯民烈士的遗骨自桦甸的魏拯民墓迁葬至北山革命烈士陵园。烈士纪念塔和烈士陵园间的山头上建设有一处革命烈士纪念馆，于1993年建成。

### 滑雪场
北山后山在满洲国时期被辟为滑雪场，成为中国大陆第一个滑雪场。文化大革命爆发后，北山滑雪场被闲置。1991年，北山滑雪场重新对外开放。1998年，在北山滑雪场的基础上，引进资金，改建为北山冰雪大世界。北山冰雪大世界占地面积10公顷，至今仍是中国大陆唯一一座坐落在城市中的滑雪场。

### 防空洞和四季滑雪场
吉林市位于中国东北部，极其靠近苏联。在中苏交恶的时期，吉林市和大多数城市一样，兴建了较大规模的人防体系。
吉林市北山人防工程始建于1965年，1971年至1984年陆续完成，平时主要用作部分单位的地下车库使用，由运输公司地下车库（代号306）、市人防展览馆（代号801）、交通公司地下车库（代号304）、玄武洞（代号702）、住宅一公司车库等6项工程由西向东连接组成，总建筑面积27787平方米，投资6.6亿元（约相当于2019年的44亿元）。其中，交通公司地下车库总面积6380平方米，可存放大型公共汽车100余台，每年节约取暖煤200吨，节约资金约6万元；运输公司地下车库使用面积7357平方米，可存放货运汽车120台，年节约资金2万元；1980年至1984年，又将原有山洞一部进行扩建，拟作为可容纳千人的“吉林市人防展览馆”，主厅净宽33.5米，高16米，长60米，建筑面积5680平方米，使用面积4980平方米，后未能布展投入使用。随着时代变化，北山的人防工程基本完成了其历史使命。
2017年4月27日，国家体育总局冬季运动管理中心、吉林省体育局、吉林市政府共同签订《关于备战2022北京冬奥会建设四季越野滑雪场地合作协议》，决定将北山人防工程改造为四季越野滑雪场，以满足越野滑雪、冬季两项、北欧两项等冬奥会雪上项目全年训练和开展的需求。项目总建筑面积25244平方米，总使用面积19425平方米，三项工程共1814.7延长米。室内雪道1308米、运动员服务中心约3000平方米。配套建设的有室外雪道1616米、民众雪道500米和四季冰雪体验馆1500平方米。2017年9月开工建设，2018年9月主体工程建成。
2019年1月，北山四季越野滑雪场开始运营，成为世界第四座、亚洲第一座全天候标准化滑雪专业训练场。从2019年3月至11月底，北山四季越野滑雪场接待了来自中国、韩国、日本的累计31支越野滑雪队来此训练，全年训练超过17000人次，其中649名运动员长期驻训。2019年末，北山四季越野滑雪场被确定为国家雪上项目训练基地。